# Hầm đá phấn Chełm

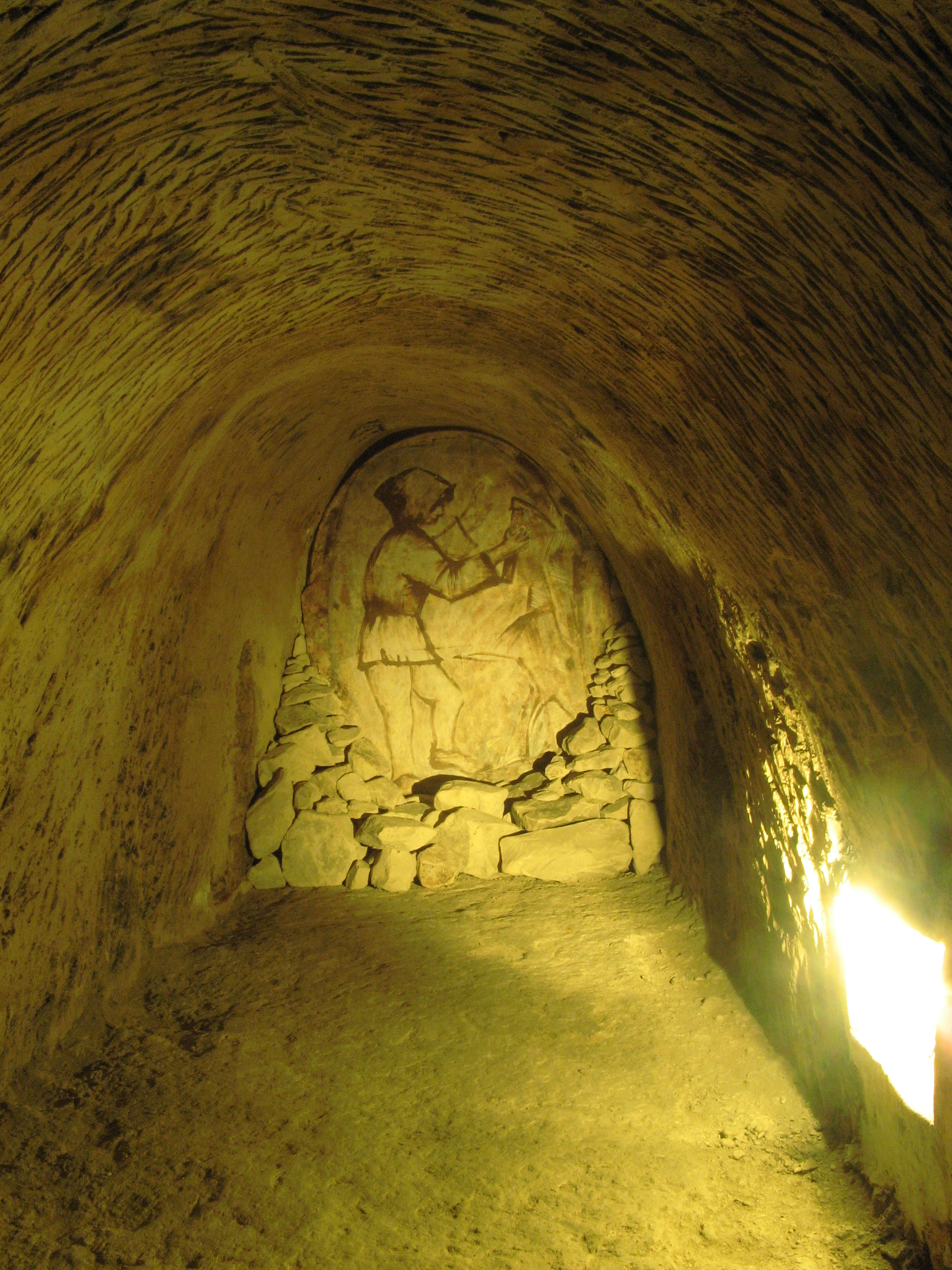
Bên trong hầm đá phấn

Các đường hầm đá phấn Chełm (tiếng Ba Lan: Chełmskie podziemia kredowe) là một hệ thống các đường hầm đào vào đá phấn dưới lòng thành phố Chełm ở miền đông Ba Lan. Việc đào hầm bắt đầu từ thời Trung cổ để khai thác đá phấn và đã bị ngừng hoạt động vào thế kỷ 19. Các đường hầm cũng là nơi trú ẩn cho cư dân của thành phố Chełm trong các cuộc đột kích, chiến tranh và cướp bóc. Hệ thống này hiện chỉ mở cho khách du lịch. Tổng cộng, mạng lưới các đường hầm trải dài khoảng 15 kilômét (9 dặm)

## Lịch sử
Đường hầm đá phấn Chełm là duy nhất ở châu Âu và thậm chí trên thế giới. Chełm là một trong những thị trấn nhỏ lâu đời nhất ở vùng Lublin của Ba Lan, phía đông của đất nước. Các đường hầm đá phấn ra đời là kết quả của việc khai thác các mỏ đá phấn nằm dưới lòng đất.
Bắt đầu từ thời trung cổ, dưới những tòa nhà thành phố cổ của Chełm, những cái hố khổng lồ được đào từ tầng hầm của người dân suốt nhiều thế kỷ. Người dân ở đây đã đào lấy đá phấn từ hầm của họ, và sau đó bán nó. Sau một thời gian đào xới, các hành lang trong lòng đất liên kết với nhau, tạo ra một hệ thống hành lang ngầm. Các buồng lớn, được gọi là "hội trường", ra đời là kết quả của sự kết nối ngẫu nhiên của nhiều hố, thuộc những độ sâu khác nhau - thậm chí có hố sâu dưới 20 mét so với đường phố.
Vào thế kỷ 19, người ta đã quyết định chấm dứt khai thác đá phấn vì các đường hầm bắt đầu gây nguy hiểm cho người dân. Sau nhiều năm các phòng trưng bày chỉ bị xâm nhập bởi các thợ săn kho báu, chính quyền quyết tâm sử dụng các đường hầm cho mục đích phát triển du lịch. Những nỗ lực đầu tiên được thực hiện trong giai đoạn giữa 2 cuộc chiến tranh, các đường hầm được phát hiện lại trong khi xây dựng hệ thống cấp nước thành phố. Thật không may, kế hoạch làm cho các phòng trưng bày đá phấn trở thành một điểm thu hút khách du lịch đã không được thực hiện. Tuyến đường theo kế hoạch (dài 300 mét) đã bị phá hủy trong thời kỳ phát xít Đức chiếm đóng thành phố, trong thời gian đó các đường hầm của Chełm cũng là nơi trú ẩn cho dân Do Thái bị đàn áp.
Sau Thế chiến II, giao thông đường bộ qua trung tâm thành phố tăng vào những năm 1960 đã dẫn đến nhiều thảm họa cơ sở hạ tầng. Việc cải tạo các đường hầm được bắt đầu sau một vụ tai nạn, xảy ra trên một trong những con đường của Chełm vào những năm 70. Một trong những hành lang sụp đổ dưới áp lực của một chiếc xe tải chạy qua đường. Không ai bị thương, nhưng tai nạn này đã trở thành lý do cho việc khai quật, dẫn đến nhiều hành lang ngầm được phát hiện. Nhiều đường hầm chưa được khai phá vì thiếu kinh phí và rủi ro cao. Cho đến ngày nay không có lối vào quảng trường dưới lòng đất, nơi mà có nhiều đường hầm xuyên qua, vì nguy cơ sụp đổ rất lớn.
Sau khi điều chỉnh các hành lang được lựa chọn cho phù hợp với du lịch trong những năm 1970, các công trình ngầm đã được mở cho du khách. Tuyến du lịch ngày nay đã được hoàn thành và lên lộ trình chỉ trong năm 1985. Nó chạy qua ba khu hành lang ngầm trong Nhà thờ các Sứ giả Tông đồ, dưới Quảng trường Chợ Thành phố Cổ.

## Du lịch

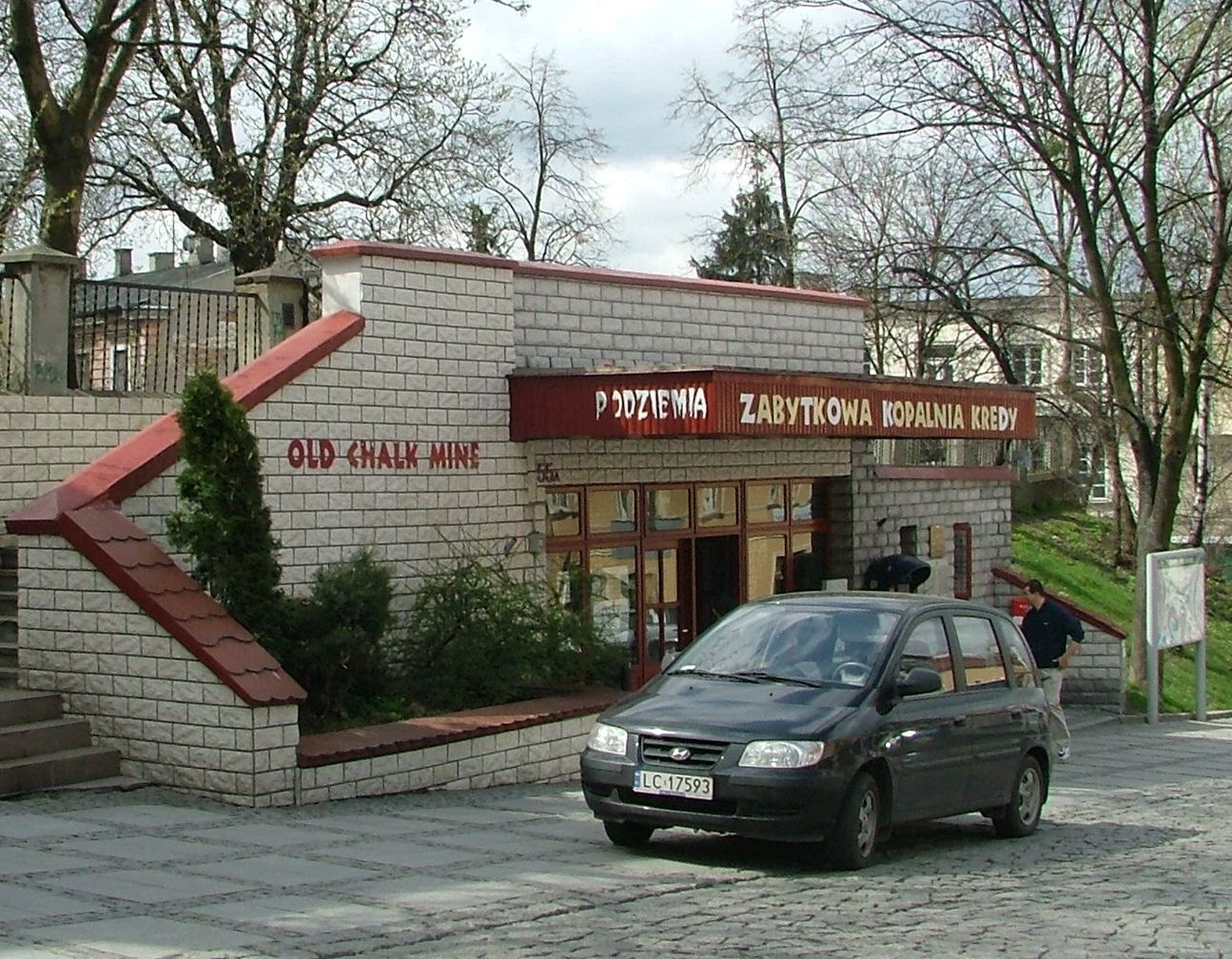
Đường hầm đá phấn Chełm

Trong khi tham quan tuyến đường gần 2 km trong khoảng 50 phút, người ta có thể chiêm ngưỡng các triển lãm về địa chất, khảo cổ và lịch sử. Thậm chí cho tới ngày nay, có những hố đang được phát hiện, khiến cho những khối đá phấn dưới lòng đất chứa đầy bất ngờ và bí ẩn.
Tuyến du lịch dưới lòng đất an toàn cho du khách, được trang bị đầy đủ ánh sáng và nhiệt độ không đổi. Năm 1994, nơi này đã được đưa vào danh sách các di tích lịch sử như một di sản độc đáo của công trình khai thác đá phấn.
Các đường ngầm đá phấn được cho là dài 15 km (9 mi)  - chúng thậm chí còn vươn ra ngoài ranh giới thành phố. Ngay cả bây giờ người ta cũng chưa thể chắc chắn nơi đường hầm đá phấn kết thúc. Nhiệt độ môi trường xung quanh, không phụ thuộc vào thời tiết bên ngoài, khoảng 9 độ C và độ ẩm khoảng 80%.

## Truyền thuyết
Những câu chuyện và truyền thuyết về các đường hầm ngầm bằng đá phấn đã được lưu hành từ thời xa xưa. Được biết đến rộng rãi nhất là truyền thuyết về gấu trắng: 
 Vào thời tiền Kitô giáo, trên đồi Chełm, trong một hang động đá phấn dưới ba cây sồi khổng lồ là nơi ở của một con gấu trắng mạnh mẽ. Nó là nỗi kinh hoàng của người dân trong vùng. Một ngày nọ con gấu rời hang đi săn, người dân xây một ngôi đền ở lối vào hang động của con gấu và thắp lên một ngọn lửa bất diệt. Con gấu trở lại và bị sững sờ bởi ánh sáng của ngọn lửa thần thánh đến nỗi nó chìm xuống lòng đất. Từ đó trở đi, một con gấu trắng to lớn đã xuất hiện để bảo vệ sự an toàn của ngọn lửa và các nữ tu sĩ chăm sóc nó. Chỉ khi thảm họa xuất hiện trên vùng đất Chełm, nó mới rời khỏi hang động. Có một lần, những kẻ xâm lược man rợ đã đốt cháy khu dân cư và muốn chiếm được ngọn lửa thánh. Khi những đấu sĩ trong vùng, bị áp đảo, đã đầu hàng trước kẻ thù, con gấu trắng xuất hiện và đánh đuổi quân xâm lược. Sau đó, mệt mỏi vì chiến đấu, nó dừng lại một lúc giữa ba cây sồi, đúng lúc mặt trời lặn phủ ánh hoàng kim lên cây cối, thú rừng và khung cảnh xung quanh. Kể từ đó, con gấu trắng giữa ba cây sồi đã trở thành biểu tượng của Chełm. 